# Edificio de la Subdelegación de Gobierno (Almería)
El edificio de la Subdelegación del Gobierno en Almería, o edificio del Gobierno Civil, es un edificio histórico situado en la ciudad de Almería (Comunidad Autónoma de Andalucía, España), construido el segundo cuarto del siglo XX, antigua sede del Gobierno Civil y actual de la subdelegación del Gobierno español en la capital almeriense.

## Historia
Tras considerarse otras ubicaciones, se optó por levantar un edificio de nueva planta, más solemne y triunfalista que la de los palacetes novecentistas del centor histórico. Se diseñó por fin en 1940, finalizada la Guerra Civil, según planos presentados por el arquitecto Carlos López Romero a la Dirección General de Arquitectura. Las obras, de las que se hizo cargo la Dirección General de Regiones Devastadas, se prolongaron hasta 1947 y no quedarían finalizadas en su totalidad hasta bien entrada la década de 1950.

## Descripción

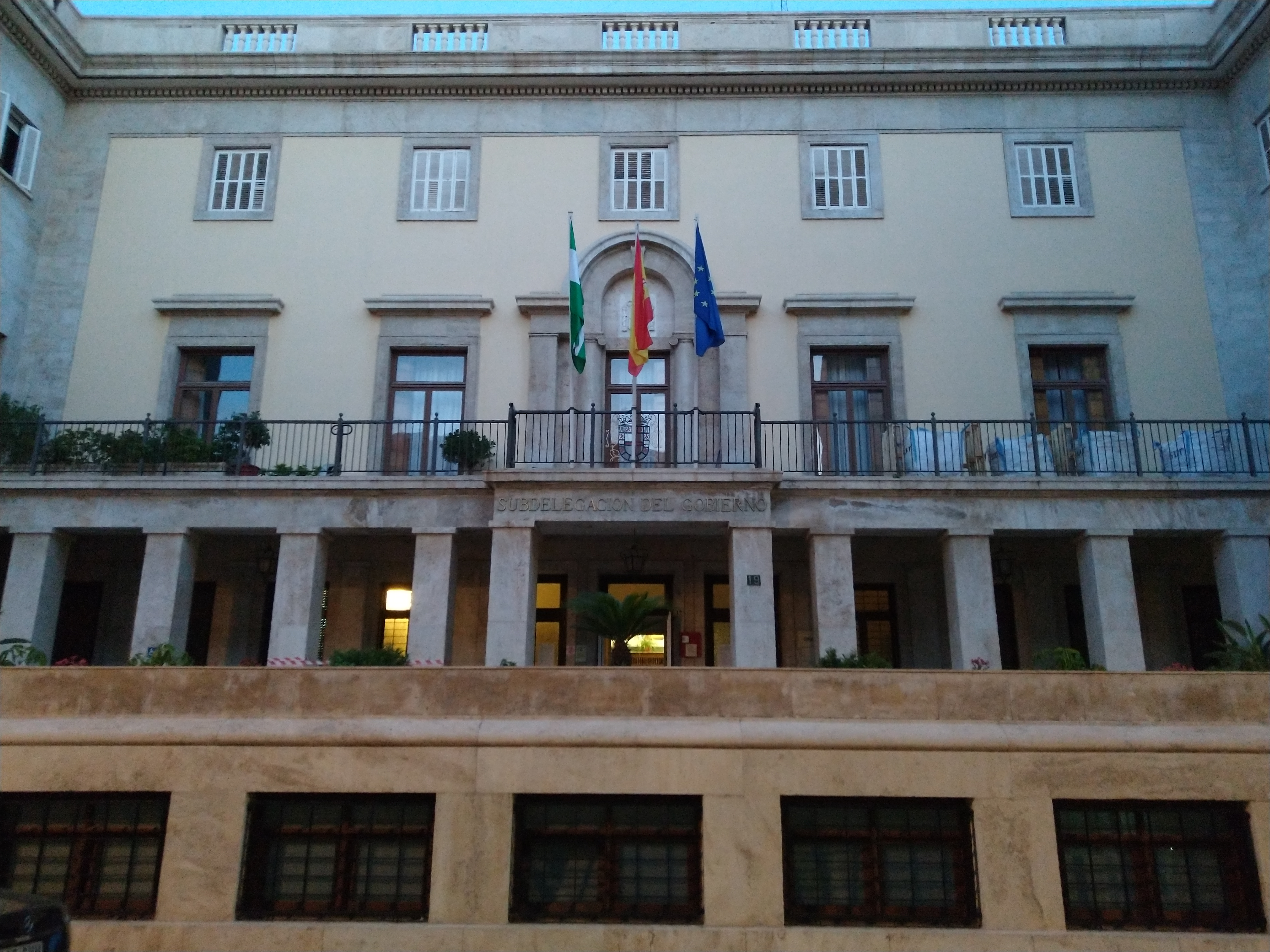
Portada del edificio.

El edificio se caracteriza por un clasicismo sobrio y enfático, y es, según A. Ruiz García, el edificio más representativo de la arquitectura franquista de Almería, junto con el edificio de la Delegación de Hacienda, la sede del Banco de España o la Casa Sindical. Destacan el poderoso  basamento de esquinas apilastradas y las jerarquización de los amplios vanos palladianos en los brazos de la fachada, la cual acoge una escalinata y vestíbulo desde el que, a su vez, parte una amplia escalera imperial. La plaza formada por los brazos del edificio y la escalinata mencionada quedaron no obstante totalmente desvirtuadas, pues el proyecto original era crear una amplia plaza ante el edificio, objetivo frustrado debido al poder político de los propietarios de la zona. El grave trazado recuerda a los de Antonio Palacios o Secundino Zuazo, y relaciona al edificio tipológicamente con obras como los Nuevos Ministerios de Madrid.